# Новоолександрівська сільська рада (Згурівський район)
| Новоолександрівська сільська рада — орган місцевого самоврядування у Згурівському районі Київської області з адміністративним центром у с. Нова Олександрівка. Історична дата утворення: в 1970 році. Сільській раді підпорядковані населені пункти: - с. Нова Олександрівка - с. Вільне - с. Старе |

## Склад ради
Рада складається з 16 депутатів та голови.

### Керівний склад ради
| ПІБ                        | Основні відомості                                                               | Дата обрання | Дата звільнення |
| -------------------------- | ------------------------------------------------------------------------------- | ------------ | --------------- |
| Ландик Іван Олексійович    | Сільський голова, 1950 року народження, освіта, безпартійний                    | 26.03.2006   | 31.10.2010      |
| Мельник Катерина Василівна | Сільський голова, 1959 року народження, освіта середня спеціальна, позапартійна | 31.10.2010   |                 |

Примітка: таблиця складена за даними джерела